# Iacanga (kommun)
Iacanga är en kommun i Brasilien.   Den ligger i delstaten São Paulo, i den södra delen av landet, 700 km söder om huvudstaden Brasília. Antalet invånare är 10 010.
Följande samhällen finns i Iacanga:
- Iacanga

Omgivningarna runt Iacanga är huvudsakligen savann. Runt Iacanga är det glesbefolkat, med 16 invånare per kvadratkilometer.